# Сосновый Бор (Нижнесергинский район)
Сосновый Бор — деревня в Нижнесергинском районе Свердловской области России, входит в состав Кленовского сельского поселения Нижнесергинского муниципалтного района. 

## География
Деревня Сосновый Бор расположена в 28 километрах (по дорогам в 72 километрах) к западу от города Нижние Серги, преимущественно на правом берегу реки Юрмыс (левого притока реки Пут, бассейн реки Уфы).

## Казанская церковь
В 1917 году была перестроена из часовни деревянная однопрестольная церковь, которая была освящена в честь Казанской иконы Пресвятой Богородицы. Церковь была закрыта в 1930-е годы, а в советские годы снесена.

## Население
| 2002 | 2010 | 2021 |
| ---- | ---- | ---- |
| 154  | ↘119 | ↘71  |